# Aserbaidschanisches Staatliches Akademisches Russisches Dramatheater

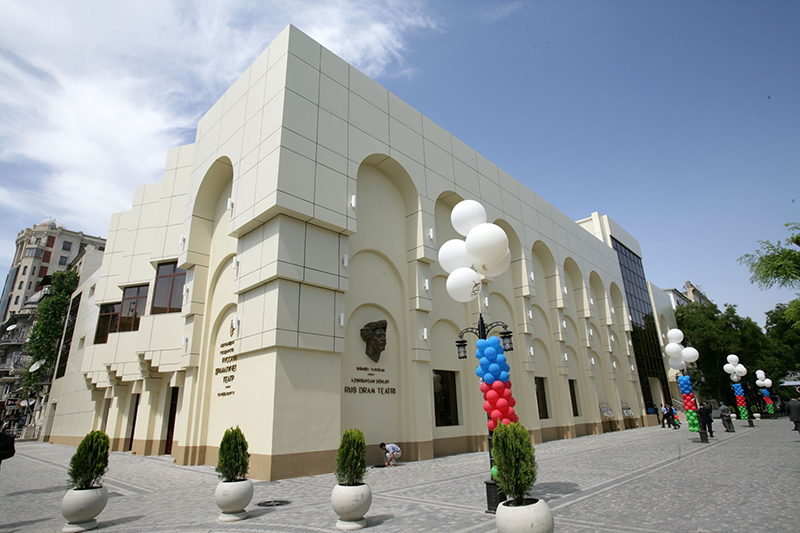
Gebäude des Aserbaidschanischen Staatlichen Akademischen Russischen Dramatheaters

Das Aserbaidschanische Staatliche Akademische Russische Dramatheater Samed Wurgun (aserbaidschanisch Səməd Vurğun adına Azərbaycan Dövlət Akademik Rus Drama Teatrı, russisch Азербайджанский государственный русский драматический театр имени Самеда Вургуна) ist ein Theater in der aserbaidschanischen Hauptstadt Baku, das Theaterstücke in russischer Sprache aufführt. Die Aufführungen des Theaters stammen hauptsächlich von russischen Dramatikern und aus der russischen Literatur, der Rest sind Aufführungen klassischer und moderner Schriftsteller aus Aserbaidschan und Europa. Das Theater ist zu Ehren des aserbaidschanischen Dichters und Dramatikers Samed Wurgun benannt.

## Geschichte
Das Theater wurde 1920 als „Bakuer Theater für freie Kritik und Propaganda“ eröffnet (das Jahr, in dem Aserbaidschan von Sowjetrussland besetzt und als Aserbaidschanische SSR annektiert wurde und sich der Bolschewisierung unterzog). 1923 wurde es in das „Bakuer Arbeitertheater“ umgewandelt. 1937 wurde es schließlich in das „Aserbaidschanische Staatliche Akademische Russische Dramatheater“ umgewandelt. 1956 erhielt das Theater den zusätzlichen Namen von Samad Vurgun.
Am 5. März 2019 unterzeichnete Präsident Ilham Alijew ein Präsidialdekret zur Verleihung des „akademischen“ Status an das Aserbaidschanische Staatliche Russische Dramatheater.

## Repertoire
Gespielt werden hauptsächlich Werke russischer Literaten wie Tolstoi, Puschkin, Tschechow, Gogol, Lermontow, Majakowski, Lawrenjow sowie aserbaidschanischer Literaten wie Dschafar Dschabbarli, Mirza Fatali Achundow, Ali bej Hüsejnzade, Nedschef bej Wezirow, Hüsejn Dschawid, aber auch die Werke anderer Weltliteraturgrößen wie Shakespeare, Schiller, Molière, Dumas, Hugo, Balzac werden im Theater auf Russisch aufgeführt. Das Theater bietet Aufführungen nicht nur für Erwachsene, sondern auch für Kinder.